# 彭參
彭參（16世紀—17世紀），字少魯，號又玄，四川敘州府南溪縣（一作富順縣）人，明朝政治人物。

## 生平
彭參是萬曆三十一年（1603年）癸卯科四川鄉試舉人，四十七年（1619年）己未科進士，四十八年（1620年）授望江知縣，隨身帶備祿米恐防他人賄賂自己，又修備學校，士民悅服，調懷寧知縣，為政清靜，刊行四篇則諭教化縣民，並上請廢除繁重賦稅，陞刑部主事。

## 引用
1. 1 2  民國《懷寧縣志·卷十四·名宦》：彭參，字魯公，四川閬中人，萬曆己未進士，知望江縣，尋調懷令，政尚清靜，以四則諭俗刊布，周道民皆嚮化，先是徵賦類有重耗民苦之，參盡革前弊，勤加撫字，旋擢刑部主事，去之日貧不能束裝，闔邑如失去乳媪。 本舊志
2. ↑  同治《富順縣志·卷十七·選舉上》：（萬曆）癸卯科（舉人）……彭參 見科甲
3. ↑  《萬曆四十七年己未科進士履歷》：彭參，又玄，易六房，戊子正月二十八日生。南溪县人，癸卯五十二，会一百九十六，三甲二百五十三。兵部政，庚申授南直望江知县，辛酉補怀宁县，乙丑升刑部主事，为民。
4. ↑  乾隆《望江縣志·卷六·官師》：彭參，字少魯，別號又元，四川南溪人，萬厯庚申 即泰昌元年 知邑事，素絲自盟，惟恐錢穀污人也，出衣帶佐俸米之不給，修學審編、士歌民服，右調懷寧去，民祠祀之。